# Blocco di Wikipedia in Turchia

Il logo turco di Wikipedia con una barra di censura che copre il testo. Questa versione del logo è in uso dal momento del divieto.

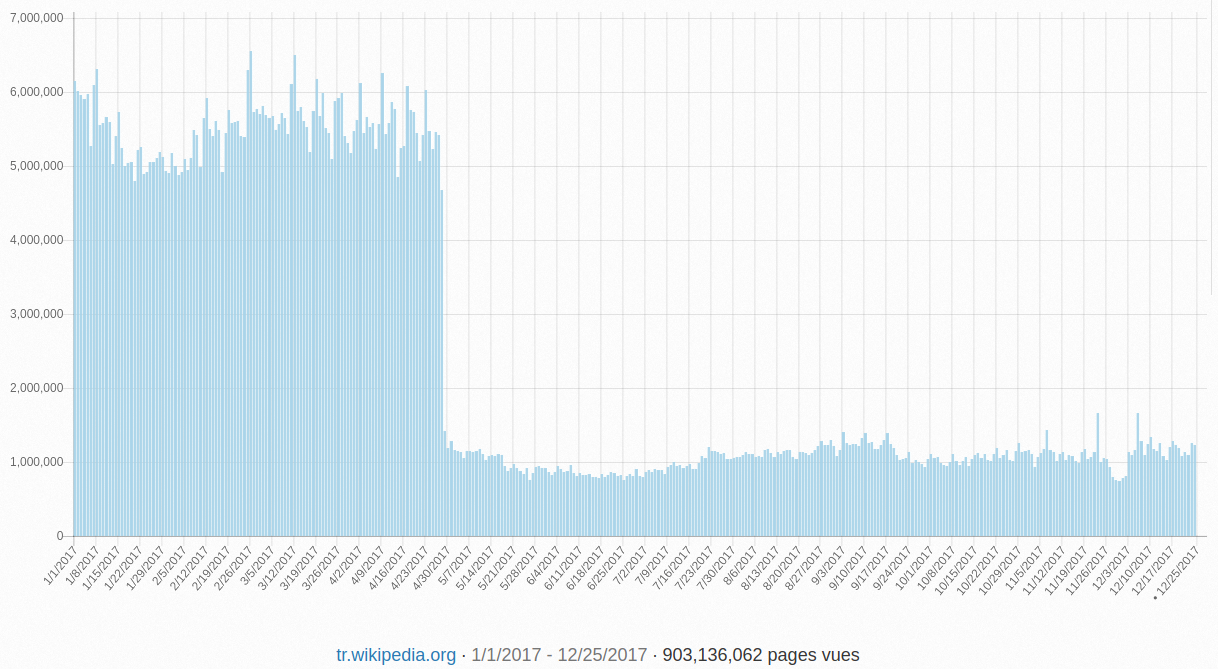
Un grafico delle pagine viste per la Wikipedia in turco da febbraio a maggio 2017 mostra un forte calo di circa l'80% subito dopo l'imposizione del blocco. Con il contenuto di Wikipedia aperto, i siti web alternativi continuano a fornire al pubblico le informazioni fornite dall'enciclopedia online.

Il 29 aprile 2017 le autorità della Turchia hanno bloccato l'accesso online a tutte le versioni linguistiche dell'enciclopedia online Wikipedia nel territorio nazionale. Le restrizioni furono imposte dalla legge turca n. 5651, a causa della versione inglese dell'articolo sul terrorismo sponsorizzato dallo stato, in cui la Turchia veniva descritta come paese sponsor dell'ISIS e Al-Qaeda. I tribunali turchi hanno considerato  queste affermazioni come una manipolazione pubblica ad opera dei mass media. Nonostante le molteplici richieste dell'Autorità turca per le tecnologie dell'informazione e della comunicazione, la comunità di Wikipedia ha rifiutato di modificare l'articolo per conformarsi alla legge turca sostenendo che le affermazioni contenute negli articoli contestati erano riferite a fonti attendibili.
A gennaio 2018 Wikipedia era ancora vietata in Turchia e la direttrice esecutiva di Wikimedia Foundation, Katherine Maher, non sapeva ancora spiegare le ragioni di questo blocco. Il 5 marzo 2018, la pagina Facebook di Wikipedia ha dato il via alla campagna We Miss Turkey (in turco: Özledik) e ha sostituito la barra nera della censura sul logo di Wikipedia con una rossa. La campagna internazionale è stata condotta utilizzando anche un hashtag con lo stesso nome.
Wikipedia è di nuovo accessibile  in Turchia con una sentenza del 26 dicembre 2019 da parte «della massima corte di Ankara, dopo oltre mille giorni».

## Contesto
Alcuni paesi hanno criticato la Turchia per aver finanziato gruppi ribelli islamici in Siria, tra cui l'affiliato di al-Qaeda in Siria, il fronte di al-Nusra. A ottobre 2014, il vicepresidente degli Stati Uniti, Joe Biden, ha affermato che la Turchia, l'Arabia Saudita e gli Emirati Arabi Uniti "hanno versato centinaia di milioni di dollari e decine di migliaia di tonnellate di armi a chiunque volesse combattere contro Al-Assad".
Il blocco è avvenuto il 30 aprile 2017, due settimane dopo il referendum costituzionale turco, che si è tenuto il 16 aprile.
Il 25 aprile, la Turchia ha condotto diversi raid aerei sulle strutture dell'Unità di Protezione Popolare (YPG), Unità di Protezione delle Donne (YPJ) e il Partito dei Lavoratori del Kurdistan (PKK) sia in Siria che in Iraq (Sinjar). 40 militanti, tra cui cinque soldati Peshmerga, sono stati uccisi sulle montagne del Sinjar in Iraq, e più di 20 combattenti YPG e YPJ sono stati uccisi sul Monte Karakoc in Siria. Le Forze democratiche siriane (SDF) hanno minacciato di ritirarsi dall'operazione in corso per catturare Raqqa se gli Stati Uniti non avessero adottato misure per fermare i raid aerei della Turchia contro il gruppo. In risposta, gli Stati Uniti iniziarono a pattugliare il confine insieme alle truppe della SDF per forzare un cessate il fuoco tra i suoi due alleati.
Il 26 aprile, continuando le epurazioni turche del 2016-2017, 1.009 agenti di polizia sono stati arrestati in base alle accuse di essere segretamente coinvolti nella rete del movimento Gülen tra le forze di polizia turche e 9.100 ufficiali sono stati sospesi. Il 29 aprile, 3.974 nuovi dipendenti pubblici sono stati licenziati. I media e i giornalisti sono stati fortemente presi di mira; 190 organizzazioni giornalistiche sono state bandite e almeno 120 giornalisti sono stati imprigionati. Insieme al bando di Wikipedia, YouTube, Twitter, Facebook e dei programmi televisivi di appuntamenti, il New York Times ha descritto le mosse del governo come "una espansione della repressione del dissenso e della libera espressione".

## Contesto legale
La legge n. 5651, nota come Internet Act (IA), è stata emanata il 4 maggio 2007. Lo scopo di questa legge è stato descritto dall'Ufficio per le Telecomunicazioni e la Comunicazione, ora non più attivo, come segue: "Ci sono due ragioni per cui la legge deve essere introdotta. La prima ragione: determinare la responsabilità e la responsabilità dei fornitori di uso collettivo, fornitori di accesso, fornitori di localizzazione e fornitori di contenuti, che sono i principali attori di Internet; l'altro motivo è determinare le procedure e i fondamenti relativi ai reati specifici commessi su Internet e contrastarli attraverso i fornitori di contenuti, localizzazione e accesso ". Più di recente, la legge è stata utilizzata per censurare individui, giornalisti e media. Si stima che almeno 127.000 siti web siano stati bloccati in Turchia, insieme ad altre 95.000 singole pagine web.

## Il blocco
La mattina del 29 aprile 2017, in seguito alle notizie di Turkey Blocks, tutte le versioni linguistiche di Wikipedia sono state bloccate in Turchia e diversi siti web hanno pubblicato articoli sull'evento. Le agenzie Reuters e BBC hanno riferito che le autorità turche avevano bloccato tutti gli accessi a Wikipedia nel paese a partire dalle 05:00 GMT. L'Autorità per le tecnologie dell'informazione e della comunicazione della Turchia ha dichiarato: "Dopo l'analisi tecnica e l'esame legale basato sulla legge n. 5651, è stata adottata una misura amministrativa per questo sito web". Gli utenti hanno riferito che potevano accedere a Wikipedia solo utilizzando strumenti come VPN privati..

## Motivazioni e sviluppi

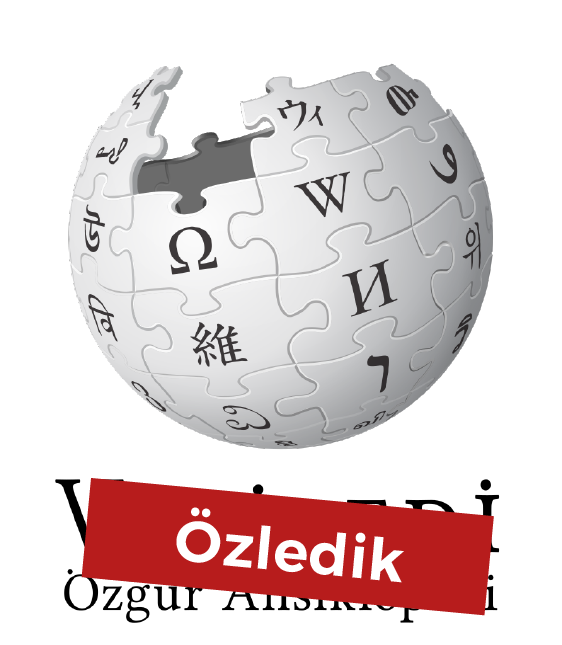
Logo in turco

Voice of America ha riferito che i media turchi avevano spiegato che il blocco era il risultato di "contenuti legati al terrorismo". Facendo riferimento a una dichiarazione via email fatta dal Ministero dei trasporti, degli affari marittimi e delle comunicazioni, la fonte di notizie turca Anadolu ha riferito che il blocco era dovuto agli articoli di Wikipedia e ai commenti che descrivevano il presunto coinvolgimento della Turchia con gruppi terroristici. Il ministero ha detto: "Invece di coordinarsi contro il terrorismo, è diventato parte di una fonte di informazioni che sta conducendo una campagna diffamatoria contro la Turchia nell'arena internazionale".
Dopo l'obiezione della corte da parte del professore dell'Università di Bilgi, Yaman Akdeniz, la 2a Corte Civile di Pace di Ankara ha dichiarato che le cause del blocco erano i seguenti articoli sulla Wikipedia in inglese:
- Terrorismo sponsorizzato dallo stato in Turchia.
- Coinvolgimento straniero nella guerra civile siriana.

L'11 maggio 2017, il ministro turco dei Trasporti, Ahmet Arslan, ha citato Wikipedia come "contenuto che crea la percezione che la Turchia sostiene le organizzazioni terroristiche" come una delle ragioni per il blocco.
Secondo un rapporto della BBC, il quotidiano Hürriyet ha detto che Ankara aveva chiesto a Wikipedia di rimuovere il contenuto offensivo, aggiungendo che il divieto di accesso sarebbe stato revocato se Wikipedia avesse soddisfatto le richieste della Turchia. Più tardi nel corso della giornata, la "misura amministrativa" provvisoria è stata sostituita da un'ordinanza del tribunale, emessa dalla Corte Penale di Pace di Ankara, che ha bloccato Wikipedia come "misura protettiva".
Secondo un rapporto dell'Agenzia Anadolu, il paese "ha una storia in cui chiede che i siti web internazionali prendano provvedimenti come avere un ufficio di rappresentanza nel paese, rispettando i principi del diritto internazionale, applicando le sentenze dei tribunali e non facendo parte di alcuna campagna diffamatoria o operazione in Turchia".
Il 3 maggio 2017, la Wikimedia Foundation ha presentato un appello contro il blocco alla 1ª Corte penale di pace di Ankara che è stato respinto dal tribunale il 5 maggio. La sentenza affermava che il blocco nazionale continua poiché le pagine "offensive" non sono state rimosse. Il capo dell'Autorità turca per le tecnologie dell'informazione e della comunicazione, Omer Fatih Sayan, ha spiegato: "Non è possibile aprire l'accesso a Wikipedia fino a quando le richieste di rimozione non saranno implementate". Lo stesso giorno, l'Autorità per le tecnologie dell'informazione e della comunicazione (BTK) ha pubblicato la seguente dichiarazione ufficiale:
- Nonostante tutti gli sforzi, il contenuto che sostiene falsamente il supporto della Turchia alle organizzazioni terroristiche non è stato rimosso da Wikipedia. Questo contenuto non è stato autorizzato a essere modificato con informazioni accurate.
- Dal momento che le trasmissioni di Wikipedia nel protocollo HTTPS, è tecnicamente impossibile filtrare i singoli URL per bloccare solo il contenuto pertinente.
- Pertanto, l'intero contenuto di Wikipedia doveva essere filtrato.
- Gli editori di Wikipedia devono fare ciò che è necessario per questo e contenuti simili.

## Ritiro dell'invito a Jimmy Wales
Il 2 maggio, la municipalità di Istanbul ha rimosso Jimmy Wales, il fondatore di Wikipedia, dalla lista degli invitati all'evento World Cities Expo sulle città intelligenti in programma nella città dal 15 al 18 maggio, facendo il seguente annuncio: "Il fondatore di Wikipedia Jimmy Wales è stato disinvitato dal World Cities Expo Event e la decisione è stata comunicata a lui, e rispettosamente annunciata al pubblico". Wales sperava di partecipare nonostante il blocco di Wikipedia, commentando: "Non vedo l'ora che arrivi la visita, Istanbul è una delle mie città preferite".

## Reazioni

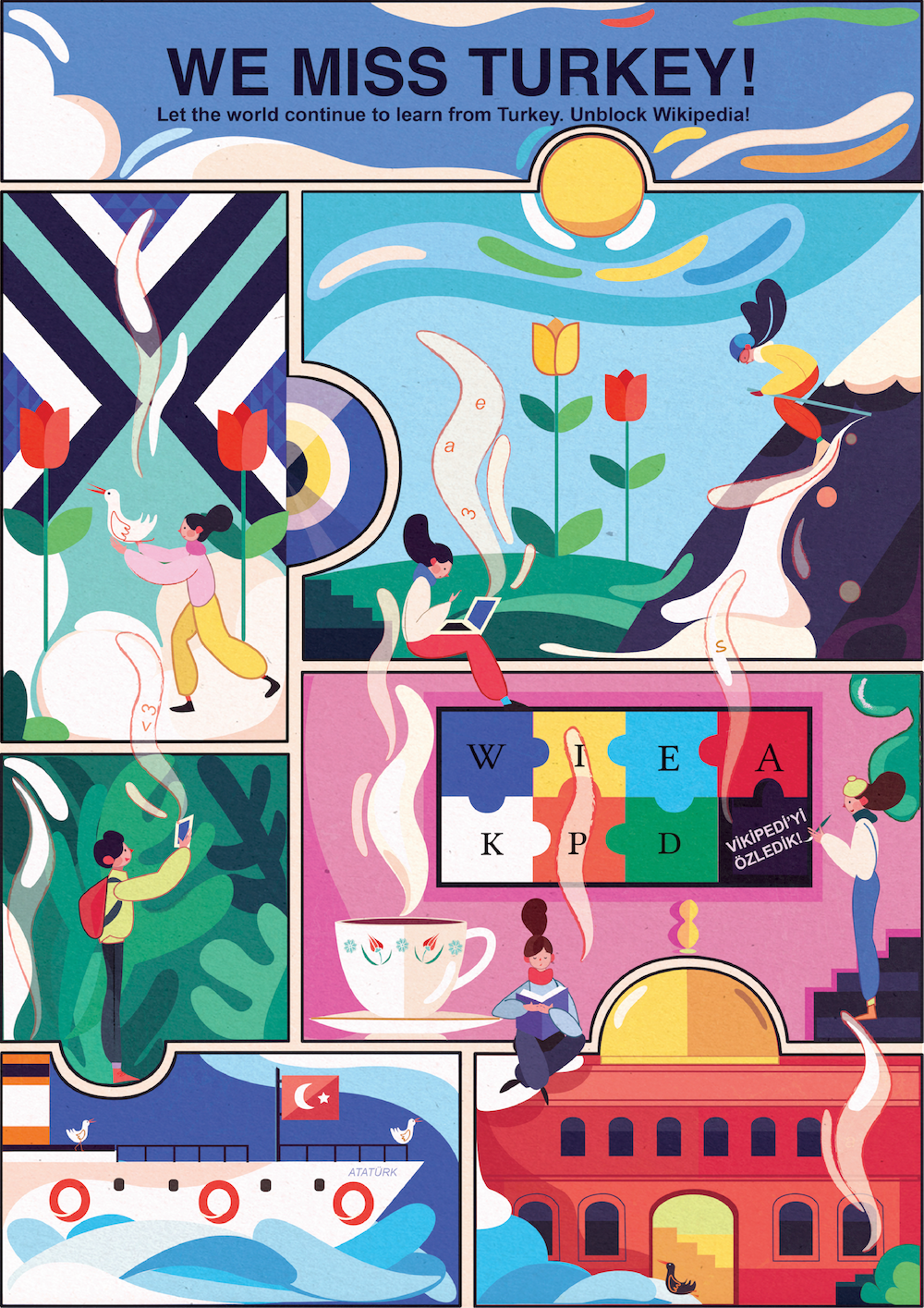
Un poster realizzato dall'artista turco Sibel Akgün per sostenere la campagna "We Miss Turkey" di marzo 2018

I parlamentari del Partito Popolare Repubblicano (CHP) hanno criticato il blocco, con Eren Erdem che ha affermato che il divieto mette "la Turchia in linea con la Corea del Nord" e Barış Yarkadaş l'ha definita "censura e violazione del diritto di accesso alle informazioni". In un tweet fatto il primo giorno del blocco, il co-fondatore di Wikipedia Jimmy Wales ha espresso il suo sostegno a coloro che criticano la decisione come una censura, affermando che "l'accesso all'informazione è un diritto umano fondamentale". Wikimedia Foundation, che supporta Wikipedia, afferma che è impegnata a mantenere il sito disponibile in Turchia e a insistere per una "revisione giudiziaria" della decisione.
Il 9 gennaio 2018, il deputato del Partito popolare repubblicano Sezgin Tanrıkulu ha presentato una domanda parlamentare scritta sul blocco completo di Wikipedia in Turchia. Sezgin Tanrıkulu ha detto che il blocco di Wikipedia è contro la Costituzione turca e la Convenzione europea sui diritti umani. Ha anche detto nella domanda parlamentare che "il blocco dovrebbe essere parziale secondo le leggi turche". Il ministro dei trasporti, marittimo e della comunicazione Ahmet Arslan ha negato che Wikipedia fosse completamente bloccata e ha dichiarato che il blocco di Wikipedia è solo parziale a causa del 22º articolo della Costituzione turca e del decimo articolo della Convenzione europea sui diritti umani.
NDTV ha detto che la mossa ha causato forti reazioni sui social media contro la decisione di negare l'accesso a "uno dei siti web più popolari al mondo".
Sei mesi dopo, il direttore della comunicazione della Wikimedia Foundation, Juliet Barbara, ha pubblicato un articolo sugli sforzi per rimuovere il divieto di accesso.
Un anno e un giorno dal blocco, il 30 aprile 2018, il partito İYİ, in un riferimento alle elezioni generali turche del 2018, ha promesso a "tutti i cittadini della Turchia" di attivarsi per la "riapertura di Wikipedia" il giorno dopo le elezioni anticipate del 24 giugno.

## Sviluppi
Gli attivisti hanno creato una copia della Wikipedia turca sull'InterPlanetary File System (IPFS), un modo per indirizzare contenuti web che il governo turco non può bloccare a causa dell'uso della tecnologia decentralizzata open source. Il sito web "specchio" turco in lingua inglese TurkceWiki.org, non affiliato alla Wikimedia Foundation, è tra diversi mirror di Wikipedia disponibili per gli utenti turchi che non possono accedere a Wikipedia. Il sito mirror, tuttavia, ha omesso le sezioni considerate "offensive" che le autorità turche volevano rimuovere da Wikipedia.
Per accedere alla versione mirror, gli utenti digitano uno "0" prima di "Wikipedia" nell'URL per accedere a tutti i contenuti di Wikipedia. Tuttavia, questo non sarà disponibile entro la fine del 2018.
Nel gennaio 2020, il blocco è stato rimosso a seguito della decisione da parte della Corte Costituzionale turca che ha definito il blocco di Wikipedia una violazione dei diritti umani.